# 堀田真由
堀田真由（日语：／ Hotta Mayu，1998年4月2日—），日本女演員、时尚模特、电视艺人。滋賀縣出生，身高159公分，血型O型，Amuse所屬藝人。

## 經歷
2013年，參加了成島出導演的電影《所羅門的偽證》女主角藤野凉子的大型試鏡通過第2次審查後從滋賀獨自一人前往東京，在最終選擇只剩5人時不幸落選。
2014年，參加了AMUSE事務所舉辦的新人選秀活動「オーディションフェス2014」，從3萬2214人脫穎而出獲得了WOWOWドラマ賞。
2015年，出演事務所前輩仲里依紗主演的WOWOW的連續劇《忒彌斯的求刑》，飾演主角平川星利菜的妹妹平川穂乃果，為首次演出電視劇。同年4月轉學到東京的學校
2017年，出演NHK晨間劇《笑天家》，飾演主角藤岡天的妹妹藤岡凜。
2020年1月，成為女性雜誌《non-no》的專屬模特兒（2020年3月號）。
2022年，首次參演NHK大河劇，在《鎌倉殿的13人》中飾演主角北條義時的正室比奈。同年4月，在《Blue Thermal -青凪大學體育會航空部-》中聲演主人公都留环，首次挑戰聲優工作。

## 人物
專長是芭蕾舞，從6歲開始學了10年的芭蕾舞，在「オーディションフェス2014」決賽上表演過。
因拍攝Honda自由之翼系列廣告，而取得普通摩托車駕照。

## 演出

### 電視劇
- 忒彌斯的求刑（日语：テミスの求刑#テレビドラマ） （2015年5月10日－5月31日，WOWOW）：飾演 平川穗乃果
- 相棒 season14 第2集「某位夥伴的死亡」（2016年10月21日，朝日電視台）：飾演 千原麻衣
- 房仲女王 第十集（2016年9月14日，日本電視台）：飾演 望月加奈
- 獄門島（2016年11月19日，NHK BS Premium）：飾演 月代
- 鐵證懸案～真相之門～ 第7集（2016年12月3日，WOWOW）：飾演 瀨谷聖(少女）[11]
- 只要有北齋和飯 第3集（2017年2月5日，MBS・TBS系列）：飾演 根津アミ
- 紀錄片「母、立ちあがる〜認知症のわたし と、あなたと〜」（2017年3月29日，NHK綜合頻道）：飾演 真理子[12]
- NHK晨間劇 笑天家（2017年10月9日－2018年3月31日，NHK）：飾演 藤岡凜 [6]
- OH MY JUMP！～少年JUMP救地球～ 第7集（2018年2月24日，東京電視台）：飾演 水川沙莉[13]
- 熱舞啦啦隊（2018年7月13日－9月14日，TBS）：飾演 稻森望[14]
- 3年A班-從此刻起，大家都是我的人質-（2019年1月6日－，日本電視台）：飾演 熊澤花戀[15]
- 漂泊溫泉 遠藤憲一（日语：さすらい温泉_遠藤憲一） 第5集（2019年2月14日，東京電視台）：飾演 年輕時的澄惠[16]
- 白衣戰士!（日语：白衣の戦士!） 第2集（2019年4月17日，日本電視台）：飾演 真理子[17]
- 學園爆笑王（日语：べしゃり暮らし#テレビドラマ）（2019年7月27日－9月14日，朝日電視台）：飾演 土屋奈奈[18]
- 黑色校規（日语：ブラック校則 (2019年の映画)）（2019年10月15日－11月26日，日本電視台）：飾演
- 考試殭屍（日语：ドラマ甲子園#テレビドラマ）（2019年10月20日，富士TWO）：飾演 加藤瀬那[19]
- 夏洛克：未敘之章 第6集（2019年11月11日，富士電視台）：飾演 平田治療紀錄影片中的患者[20]
- Nippon Noir-刑警Y的反亂-（日语：ニッポンノワール-刑事Yの反乱-） 第7集（2019年11月24日，日本電視台）：飾演 熊澤花戀[21]
- 戀愛可以持續到天長地久（2020年1月14日－3月17日，TBS）：飾演 菅野海砂[22]
- 只想死在今晚（日语：死にたい夜にかぎって#テレビドラマ）（2020年2月24日－3月30日，MBS）：飾演 紺野[23]
- NHK晨間劇 歡呼 第14集・第15集（2020年4月16日・17日，NHK）：飾演 志津[24]
- 親愛的妮娜（日语：いとしのニーナ）（2020年7月18日－9月5日，富士電視台）：飾演 青田新名
- SUITS 第二季 第8集（2020年8月31日，富士電視台）：飾演 矢代千夏
- 危險維納斯（2020年10月11日－12月13日，TBS）：飾演 支倉百合華[25]
- 殺意的道程（日语：殺意の道程）（2020年11月10日－12月22日，WOWOW）：飾演 [26]
- 與死亡約會（日语：死との約束 (テレビドラマ)）（2021年3月6日，富士電視台）：飾演 本堂鏡子
- Surrogacy代孕（日语：サロガシー）（2021年3月25日，富士電視台）：飾演 江島環（主演）
- 深深地戀愛 第3集（2021年4月28日，日本電視台）：飾演 真壁雪乃
- 言靈莊（2021年10月9日－12月8日，朝日電視台）：飾演 小宮山綾子
- X光室的奇蹟 第2季 第3集（2021年10月18日，富士電視台）：飾演 宮本すみれ
- 毛骨悚然撞鬼經驗 秋之特別篇2021「凶宅A」（2021年10月23日，富士電視台）：飾演 野々村良美
- 正月時代劇 幕末相棒傳（日语：相棒 (五十嵐貴久の小説)）（2022年1月3日，NHK綜合・NHK BS4K）：飾演 おしの
- 木之吸管（日语：木のストロー）（2022年2月26日，富士電視台）：飾演 若木陽菜（主演）
- 正体（2022年3月12日－4月2日，WOWOW）：飾演 酒井舞
- Cross Tail～偵探教室～（日语：クロステイル 〜探偵教室〜）（2022年4月9日－5月28日，東海電視台・富士電視台）：飾演 芹沢朋香
- 大河劇 鎌倉殿的13人（2022年6月5日－8月21日，NHK）：飾演 比奈（日语：姫の前）
- 椅子 第3集「海へ」（2022年6月10日，WOWOW）：飾演 杏奈
- 歡迎來到神秘森林（2022年7月22日－8月26日，WOWOW）：飾演 市川美保（主演）
- 祈願病歷表～研修醫的解謎診察紀錄～ 第4集（2022年10月29日，日本電視台）：飾演 工藤香織
- 大奧（日语：大奥 (2023年のテレビドラマ)） （2023年1月17日－，NHK）：飾演 德川家光/千惠
- 鴉色刑事組 特別篇（2023年1月14日，富士電視台）：飾演 佐倉朝子
- 風間公親－教場0－（2023年4月10日－6月19日，富士電視台）：飾演 伊上幸葉
- 藤子・F・不二雄 SF短篇電視劇『流血鬼』（2023年4月30日，NHK BS Premium・NHK BS4K）：飾演 少女A
- 愛情旅館〜秘密〜（日语：ああ、ラブホテル） 第3集「落とせたら10万円」（2023年6月2日，WOWOW）：飾演 太田ユリカ
- CODE-願望的代價-（2023年7月2日－9月3日，日本電視台）：飾演 三宅咲
- 就算忘了你（日语：たとえあなたを忘れても）（2023年10月22日－12月17日，朝日放送電視台・朝日電視台）：飾演 河野美璃（主演）[27]
- 反英雄（2024年4月14日－6月16日，TBS）：飾演 紫之宮飛鳥[28]
- 若草物語 -戀愛姐妹與無法戀愛的我-（2024年10月6日－12月15日，日本電視台）：飾演 町田涼（主演）[29]
- 御上先生 第2集 - 最終集 （2025年1月26日－3月23日，TBS）：飾演 真山弓弦[30]
- 我們還不懂那顆星球的校規（2025年7月14日－，關西電視台・富士電視台）：飾演 幸田珠々[31]

### 電影
- 全員單戀「說謊之戀」（日语：全員、片想い#嘘つきの恋）（2016年7月2日）：飾演 ミサキ
- 超高速!参勤交代 リターンズ（日语：超高速!参勤交代 リターンズ）（2016年2009年9月10日）：飾演 小梅 [32]
- 媽媽，晚餐吃什麼？（2017年2月11日）：飾演 一青妙（少女）
- 燈〜銚子電鐵6.4km的軌跡〜（トモシビ～銚子電鉄6.4kmの軌跡～）（2017年5月20日）：飾演 松尾奈月[33]
- 狂華「感染詛咒」（狂い華「呪いうつり」）（2017年10月14日）：主演 真梨[34]
- 虹色時光（2018年7月6日）：飾演 淺井幸子[35]
- （2018年7月7日）：主演 前田若菜[36]
- 那一日的管風琴（日语：あの日のオルガン#映画）（2019年2月22日）：飾演 堀之内初江[37]
- 監獄13（プリズン13）（2019年8月30日）：主演 （MARI）[38]
- 輝夜姬想讓人告白~天才們的戀愛頭腦戰~（2019年9月6日）：飾演 早坂愛[39]
- 超・少年偵探團NEO －Beginning－（日语：超・少年探偵団NEO）（2019年10月25日）：飾演 明智小夜[40]
- 108～海馬五郎的復仇與冒險～（日语：108〜海馬五郎の復讐と冒険〜）（2019年10月25日）：飾演 赤井美月[41]
- 黑色校規（日语：ブラック校則 (2019年の映画)）（2019年11月1日）：飾演 [42]
- 殺不了的他和死不了的她（日语：殺さない彼と死なない彼女）（2019年11月15日）：飾演 萌萌子[43]
- Liar×Liar（2021年）：飾演 野口真樹[44]
- 青春特調蜂蜜檸檬蘇打 (2021年7月9日) : 飾演 菅野芹奈
- 在大雪封閉的山莊裡（2024年）：飾演 笠原溫子

### 動畫電影
- BLUE THERMAL（2022年3月）：主演 都留たまき[45]

### 網路劇
- STOLABO TOKYO「Spica之夜」（2015年5月21日，Ustream）
- &美少女 NEXT GIRL meets Tokyo（日语：&美少女 NEXT GIRL meets Tokyo） 第2集（2017年4月12日，FOD）：主演 川端奈緒
- 深夜食堂 -Tokyo Stories Season2- 第7集（2019年10月31日，Netflix）：飾演 秋名
- 親愛的妮娜（日语：いとしのニーナ）（2020年春季－，FOD）：飾演 妮娜（ニーナ）[46]

### 綜藝節目
- 坂上動物王國（日语：坂上どうぶつ王国）（2018年10月12日－，富士電視台）[47]

### MV
- 井上苑子「君との距離」（2016年7月）
- LAMP IN TERREN（日语：LAMP IN TERREN） 「涙星群の夜」（2017年3月15日）
- 遊助 「俺と付き合ってください。」（2018年10月24日）
- 崎山蒼志「国」（2018年12月4日）
- SHE'S（日语：SHE'S）「追い風」（2021年1月29日）

### 廣告
- 任天堂 「Miitomo」（2016年4月1日 - ）
- 三澤住宅（日语：ミサワホーム）「設計住宅」「流山K篇」（2016年5月 - ）
- Honda「我喜歡摩托車」自由之翼系列
  - 「女高中生」篇（2016年7月 - ）
  - 「男友」篇（2016年9月 - ）
  - 「發現」篇（2017年10月4日 - ）
- 大分縣溫泉芭蕾（日语：シンフロ）「溫泉芭蕾社!（日语：シンフロ#ゆけ、シンフロ部!）」篇（2016年 - ）
- 花王「Biore爽身粉濕巾」（2016年）
- AOKIホールディングス（日语：AOKIホールディングス）「フレッシャーズ家族篇」（2017年2月 - ）
- P&G 除臭芳香劑（2017年10月 - ）
  - ファブリーズMEN 「出勤」篇
  - ファブリーズMEN 「燒肉午餐」篇
  - ファブリーズMEN 「吸菸室」篇
  - ファブリーズMEN 「雨」篇
  - ファブリーズMEN 「頑張るMEN」篇
  - ファブリーズMEN 「燒肉午餐改」篇
- 讀賣樂園 ジュエルミネーション燈節2017「ドラマティック・ジュエルミネーション」篇（2017年11月10日 - ）
- 味之素 康寶濃湯「母女兩人三腳」篇（2018年1月9日 - ）
- 富士軟片 Lunamer（2018年 - ）
- 朝日食品 「MINTIA」
  - 「登場」篇（2018年3月2日 - ）
  - 「父親節」篇（2018年5月21日 - ）
- Cocoon City（日语：コクーンシティ）（2018年4月19日 - ）
- PABURE（2018年9月1日 - ）[48]。
- Tabio-靴下屋「KUTSUSHITAYA 2019 SPRING （页面存档备份，存于）」イメージモデル（2019年1月15日 - ）

## 書籍

### 雜誌連載
- non-no（2020年3月號－，集英社）－專屬模特兒[7]

## 外部連結
- 堀田真由經紀公司個人介紹頁 （页面存档备份，存于）（日語）
- 堀田真由的X（前Twitter）（日語）
- 堀田真由的Instagram帳戶（日語）